# Edgardo Fuentes
Edgardo Enrique Fuentes Silva (Santiago, Chile, 18 de agosto de 1958) es un exfutbolista chileno. Jugaba de defensa central, desarrollando gran parte de su carrera en Chile y México.

## Trayectoria
Nacido futbolísticamente en Palestino, donde debutó durante el Torneo de 1975. En el cuadro tetracolor hizo dupla en defensa con Elías Figueroa, logró el título de campeón en 1978. 
Parte al Cruz Azul de México, en donde disputó 2 finales de campeonato cayendo derrotado en ambas los años 1987 y 1989. 
Después en Puebla FC, junto a Carlos Poblete y Jorge Aravena son campeones el año 1990. Es transferido al León, donde también obtiene el campeonato mexicano. Tras un regreso a Chile en 1992, donde sale campeón con Cobreloa, termina su carrera en tierras aztecas con el Atlético Morelia. 
Después de una exitosa carrera como futbolista en tierras aztecas donde tuvo mucha continuidad en todos los equipos en los que jugó, regresa definitivamente a Chile, jugando en 1995 para Unión Española,  para terminar su carrera al año siguiente en su club de origen Palestino.
Tras dejar el fútbol en 1996 continuó ligado a la actividad futbolística tomando diversos cursos de técnico, además de ser ayudante técnico de Marco Antonio Figueroa en Universidad Católica y Everton.

## Selección nacional
Fuentes representó a su país en el Campeonato Sudamericano Sub-20 de 1977 y en el Campeonato Sudamericano Sub-20 de 1979. Su presencia en ese último torneo destapó el caso de los pasaportes falsos en Paysandú, donde quedó en evidencia que el combinado chileno había elaborado un ardid para jugar el torneo con futbolistas que superaban la edad máxima permitida para participar.
Por la selección adulta, jugó un partido amistoso en 1984 ante Paraguay.

### Partidos internacionales
| 1     | 24 de julio de 1984 | Estadio Defensores del Chaco, Asunción, Paraguay | Paraguay   | 1-0 | Chile |   |  | Luis Ibarra | Amistoso |
| Total | Total               | Total                                            | Presencias | 1   | Goles | 0 |  |             |          |

| Selección chilena | Selección chilena | Selección chilena |
| Año               | Partidos          | Goles             |
| ----------------- | ----------------- | ----------------- |
| 1984              | 1                 | 0                 |
| Total             | 1                 | 0                 |

## Clubes
| Club             | País   | Año       |
| ---------------- | ------ | --------- |
| Palestino        | Chile  | 1975-1983 |
| Cruz Azul        | México | 1983-1989 |
| Puebla FC        | México | 1989-1990 |
| León             | México | 1990-1992 |
| Cobreloa         | Chile  | 1992      |
| Atlético Morelia | México | 1993-1994 |
| Unión Española   | Chile  | 1995      |
| Palestino        | Chile  | 1996      |

## Palmarés

### Campeonatos nacionales
| Título           | Club      | País   | Año     |
| ---------------- | --------- | ------ | ------- |
| Copa Chile       | Palestino | Chile  | 1977    |
| Primera División | Palestino | Chile  | 1978    |
| Primera División | Puebla FC | México | 1989-90 |
| Primera División | Club León | México | 1991-92 |
| Primera División | Cobreloa  | Chile  | 1992    |